# Takeshi Shudo
Takeshi Shudo (首藤 剛志 Shudō Takeshi?,  18 de agosto de 1949-29 de octubre de 2010) fue un guionista japonés, conocido por su trabajo en la franquicia Pokémon. Las tres películas de esa saga que escribió están conectadas por los temas existenciales que plantean, rasgo característico en todos los trabajos de Shudo. Más allá de Pokémon, ejerció de guionista en animes como Martian Successor Nadesico, Las aventuras de Gigi, Jūsō Kikō Dankūga Nova, Idol Angel Yokoso Yoko y Muteking.

## Carrera

### Inicios
Shudo nació en 1949, poco después del cese de la Guerra del Pacífico y, habiéndose graduado en un colegio secundario mediocre, desaprobó los exámenes de ingreso de tres universidades. El futuro guionista lo atribuyó a la enorme cantidad de egresados que había hacia la década de 1960, producto de las campañas para aumentar la natalidad que se pusieron en marcha en Japón una vez finalizada la guerra. Mientras continuaba estudiando con la idea de ingresar a alguna universidad, en una oportunidad la mayor de sus dos hermanas menores le entregó una edición de la revista Scenario, en cuyas páginas se enseñaban a los ganadores de un concurso anual de guiones. Al no vislumbrar nada a lo que dedicarse, sumada su afición por el cine occidental, optó por anotarse en un curso de esa índole impartido por la Universidad de Tokio, de la que se graduó.

### Papel enPokémon
Entre 1997 y 2010, fue el escritor en jefe de las tres primeras temporadas del anime de Pokémon. El guionista tenía una visión sobre un posible final para la serie que, ultimadamente, no prosperó: que, en algún punto, Ash Ketchum se convirtiera en anciano —Pokémon sigue un curso, pero los personajes no envejecen— y que el último capítulo revelara que todos los sucesos fueron producto de la imaginación de este cuando niño. Shudo llegó a esbozar también una película donde los pokémon, incluido el Pikachu de Ash, entrarían en cuenta de que son usados y se rebelarían contra los humanos. A pesar de ello, la ruptura entre las dos figuras más importantes de la franquicia acabó por descartarse.
Además, junto con el creador de la saga, Satoshi Tajiri, ideó los guiones de las primeras tres películas. Durante la época en que concibió la primera, Pokémon, la película: Mewtwo vs. Mew (1998), la adicción a los tranquilizantes lo desinhibía y le «daba sentido a todas las líneas de diálogo que giraban en [su] cabeza». Shudo quería estimular a niños —el público objetivo— y adultos por igual, así que la película plantea una serie de temas filosóficos, lo que se refleja en la figura de Mewtwo. Este es un pokémon creado en un laboratorio que no le encuentra sentido a la vida y que, en el afán de conocerse a sí mismo y de saber su valor, decide enfrentarse a toda la especie. El mensaje se cambió en la versión de 4Kids para Estados Unidos, al considerárselo muy ambiguo e inapropiado para los menores, y para esclarecer «quiénes eran los héroes y quiénes eran los villanos», se optó por representar a Mewtwo como un déspota asesino que quiere dominar el mundo.
Para la secuela, Pokémon the Movie 2000: The Power of One (1999), intentó cambiar de protagonistas, pero el primer borrador, que prescindía de Ash y del resto, fue descartado por The Pokémon Company. No obstante, esto acabó siendo fructífero para su trabajo, ya que la compañía, para compensar, le brindó libertad creativa total, siempre y cuando Ash llevara la trama. Tras una primera película densa y sombría, se le encargó una premisa orientada a la acción y a las aventuras, cosa que Shudo compaginó con temáticas de consideración, tales como la coexistencia o el equilibrio del ecosistema. Además, esta producción marcó un precedente, pues el escritor creó un pokémon que no había salido en los videojuegos: Lugia, que vive en las profundidades del mar y está inspirado en la afición de Shudo por las corrientes oceánicas.
Habiendo tratado ya la autoexistencia y la coexistencia, maduró un guion más personal y emotivo para la tercera película, Pokémon 3: El hechizo de los Unown (2000). El escritor creía que en la ficción había muchas historias que exploraban el vínculo entre madres e hijos, pero que pocas veces se hacía desde la perspectiva de un padre. Con esa idea en mente, perfiló una trama protagonizada por un padre y por una niña, Me, que basó en su hija. Shudo la había tenido a los cuarenta y cinco años y temía que, cuando esta creciera, se alejara de él, así que le dejó esta historia como testimonio de su cariño. Sin embargo, esta producción propició su salida de los proyectos cinematográficos de Pokémon pues, sin consultarlo con él, se agregó una escena final que a su juicio desvirtuaba el desarrollo de Me. La saga continuó lanzado películas cada vez que se requería impulsar mercadotecnia de algún tipo, pero desde que Shudo se desvinculó cada estreno presentó un hilo narrativo y unos desarrollos de personajes más superficiales.

### Salud
Por la época en que escribió Pokémon, la película, lo afligía una crisis existencial, era fumador empedernido y tenía problemas con el consumo de alcohol y de tranquilizantes. Aunque reaccionaba bien a esto último, le quitaban el hambre, de modo que encadenaba sesiones de escritura de uno o dos días en los que únicamente ingería Pocari Sweat. En 2009 comenzó a sufrir de migraña constantemente y, un año después, murió por hemorragia cerebral, tras haberse desplomado en la estación de tren de Nara un día antes, el 28 de octubre. Póstumamente, se lo incluyó en los créditos de Pokémon the Movie: I Choose You! (2017), adaptada libremente del primer episodio, de su autoría.

## Obras
A continuación, se enumeran los animes u otras producciones donde Shudo ejerció de guionista:
- 21 Seiki Manga Hajimete Monogatari (especial de televisión), como supervisor de guion
- Acrobunch, como guionista del décimo episodio
- Chikkun Takkun, como guionista del octavo episodio
- Chō Kuse ni Narisō, como guionista de veinte episodios
- Cosmos Pink Shock (OVA), como guionista
- Dash Kappei, como guionista de once episodios
- Eagle Sam, como guionista en jefe
- Eternal Filena (novela ligera), obra de su autoría
- Eternal Filena (OVA), como guionista de los episodios uno y dos
- Las aventuras de Gigi, como guionista en jefe
- Magical Princess Minky Momo (OVA), como guionista
- Golden Warrior Gold Lightan, guionista de once episodios
- GoShogun (película), como guionista
- GoShogun, anime de su autoría del que fue guionista en jefe
- GoShogun: The Time Étranger (OVA), como guionista
- Idol Angel Yokoso Yoko, como guionista en jefe
- Dancouga Nova – Super God Beast Armor, como guionista de ocho episodios
- Legend of the Galactic Heroes, como guionista del episodio uno al trece
- Legend of the Galactic Heroes: My Conquest Is the Sea of Stars (película), como guionista
- Mahō no Princess Minky Momo: Yume o Dakishimete, como supervisor del guion y escritor de quince episodios
- Manga Doushite Monogatari, como guionista de doce episodios
- Manga Furusato Mukashi Banash, como guionista en jefe
- Manga Hajimete Monogatari, como guionista en jefe
- Manga Hajimete Omoshiro Juku, como guionista en jefe
- Manga Naruhodo Monogatari, como guionista de diecisiete episodios
- Manga Sarutobi Sasuke, como guionista de cuatro episodios
- Manga Fairy Tales of the World, como guionista de cuarenta y seis episodios
- Martian Successor Nadesico, como guionista de tres episodios
- Minky Momo in The Bridge for Your Tomorrow (OVA), obra de su autoría
- Minky Momo in The Station of Your Memories (OVA), obra de su autoría
- Isabelle of Paris, como guionista en jefe
- Pokémon, como guionista en jefe, supervisor general y compositor de algunas canciones
- Pokémon, la película: Mewtwo vs. Mew, como guionista
- Pokémon the Movie 2000: The Power of One, como guionista
- Pokémon 3: El hechizo de los Unown, como guionista
- Pokémon the Movie: I Choose You! (película), como guionista, en un trabajo póstumo
- Pokémon Mewtwo contraataca: evolución (película), como guionista, en un trabajo póstumo
- Radio City Fantasy (OVA), como guionista
- Sasuga no Sarutobi, como guionista de dieciséis episodios
- Shin Manga Naruhodo Monogatari, como guionista de tres episodios
- Space Warrior Baldios (película), como guionista
- Space Warrior Baldios, como guionista de diecisiete episodios
- Stop!! Hibari-kun!, como guionista del décimo episodio
- Las aventuras de Tao Tao, como guionista en jefe
- Muteking, como guionista de siete episodios
- Toshishun (especial de televisión), como guionista
- Video Senshi Laserion, guionista de dos episodios